# Ворен Тафтс
Ворен Тафтс (енгл. Warren Tufts; Фрезно, 12. децембар 1925 — Пласервил, 7. јун 1982), рођен као Честер Тафтс, био је амерички аутор стрипа, филмски сценариста, глумац и аниматор, најпознатији по вестерн-стриповима Кејси Раглс и Ленс.
У индустрију стрипа је ступио у тренутку када је амерички новински стрип, његова омиљена форма, био већ у опадању. Као резултат тога, али и Тафтсовог разиласка са Јунајтед фичерс синдикејтом, аутор никада није доживео славу и богатство стрипских стваралаца као што су Харолд Фостер и Милтон Каниф. Ипак, његов рад су ценили многи критичари и теоретичари стрипа попут Била Блекберда.
У Југославији су његове стрипове већином објављивале „Дечје новине“ из Горњег Милановца, у својим магазинима Зенит и Екс алманах, а једном, у знак сећања, и сарајевски Стрип арт /нова серија/.